# Biathlon-Weltmeisterschaft 1963
Die 5. Biathlon-Weltmeisterschaft fand 1963 am 3. Februar in Seefeld in Tirol in Österreich statt. Wladimir Melanin aus der Sowjetunion konnte seinen Vorjahrestitel erfolgreich verteidigen und errang damit bereits seinen dritten Weltmeistertitel – auch 1959 hatte er triumphiert.
Die Weltmeisterschaft wurde am Abend des 2. Februar 1963 durch den österreichischen Bundespräsidenten Adolf Schärf eröffnet. Der Bewerb, welcher um 8:30 Uhr begann, fand zwar zum Abschluss der vorolympischen Wettbewerbe statt, zählte aber nicht als „Vorolympia-Wettkampf“. Die Sportler aus der Sowjetunion und aus Finnland galten als Favoriten.

## 20 km Einzelrennen
| Platz | Sportler                 | Zeit (h)  | Schieß- strafzeit (min) |
| ----- | ------------------------ | --------- | ----------------------- |
| 01    | Wladimir Melanin         | 1:32:06,8 | 04 (0+0+0+4)            |
| 02    | Antti Tyrväinen          | 1:33:46,7 | 04 (2+0+0+2)            |
| 03    | Hannu Posti              | 1:35:02,1 | 04 (4+0+0+0)            |
| 04    | Nikolai Meschtscherjakow | 1:36:24,6 | 06 (2+0+0+4)            |
| 05    | Jon Istad                | 1:36:42,1 | 08 (6+2+0+0)            |
| 06    | Veikko Hakulinen         | 1:37:13,7 | 12 (0+4+2+6)            |
| 07    | Walentin Pschenizyn      | 1:37:25,3 | 04 (0+0+0+4)            |
| 08    | Nikolai Pusanow          | 1:37:31,4 | 08 (0+0+0+4)            |
| 09    | Sven Lindgren            | 1:37:34,8 | 02 (2+0+0+0)            |
| 10    | Olav Jordet              | 1:41:26,3 | 06 (2+0+4+0)            |
| 0…    |                          |           |                         |
| 12    | Hans-Dieter Riechel      | 1:42:18,1 | 06 (0+0+2+4)            |
| 18    | Helmut Klöpsch           | 1:46:37,3 | 06 (0+0+0+6)            |
| 25    | Hans König               | 1:49:32,3 | 08 (0+2+2+4)            |
| 31    | Herbert Kirchner         | 1:53:41,0 | 12 (2+2+0+8)            |
| 0…    |                          |           |                         |
| 39    | Hans Hilpert             | 2:00:59,6 | 24 (8+6+2+8)            |
| 40    | Fritz Mair               | 2:03:10,9 | 26 (4+1+0+21)           |
| 41    | Jürgen Seifert           | 2:04:45,4 | 28 (1+0+6+21)           |
| 44    | Edgar Schubert           | 2:11:48,0 | 36 (1+0+8+27)           |

3. Februar 1963
Veikko Hakulinen war zwar überlegen mit seiner Laufzeit, versagte aber im Schießen. Die österreichischen Teilnehmer erreichten folgende Plätze: Rang 14 Walter Müller, Rang 15 Hermann Mayr, Rang 20 Hansjörg Farbmacher, Rang 32 Franz Vetter.

## Mannschaftswertung (inoffiziell)
| Platz | Land/Sportler                                                                      | Zeit (h)                                | Schieß- strafzeit (min)                                 |
| ----- | ---------------------------------------------------------------------------------- | --------------------------------------- | ------------------------------------------------------- |
| 01    | Sowjetunion 000Wladimir Melanin 000Nikolai Meschtscherjakow 000Walentin Pschenizyn | 4:45:56,7 1:32:06,8 1:36:24,6 1:37:25,3 | 14 (2+0+0+12) 04 (0+0+0+4) 06 (2+0+0+4) 04 (0+0+0+4)    |
| 02    | Finnland 000Antti Tyrväinen 000Hannu Posti 000Veikko Hakulinen                     | 4:46:02,5 1:33:46,7 1:35:02,1 1:37:13,7 | 20 (4+4+2+10) 04 (0+0+0+4) 04 (4+0+0+0) 012 (0+4+2+6)   |
| 03    | Norwegen 000Jon Istad 000Olav Jordet 000Egil Nygård                                | 5:03:55,5 1:36:42,1 1:41:26,3 1:45:47,1 | 22 (10+2+6+4) 08 (6+2+0+0) 06 (2+0+4+0) 08 (2+0+2+4)    |
| 04    | Schweden 000Sven Lindgren 000Sven-Olov Axelsson 000Tage Lundin                     | 5:10:37,3 1:37:34,8 1:44:22,3 1:38:40,2 | 32 (12+6+2+12) 02 (2+0+0+0) 14 (6+4+0+4) 16 (4+2+2+8)   |
| 05    | Polen 000Józef Gąsienica Sobczak 000Józef Rubiś 000Stanisław Szczepaniak           | 5:11:30,9 1:42:44,8 1:44:11,5 1:44:54,6 | 32 (12+0+6+14) 08 (0+0+2+6) 12 (4+0+2+6) 12 (8+0+2+2)   |
| 06    | Österreich 000Walter Müller 000Hermann Mayr 000Hansjörg Farbmacher                 | 5:13:01,7 1:43:49,7 1:44:01,4 1:45:10,6 | 28 (8+10+2+8) 10 (4+2+0+4) 08 (0+6+0+2) 10 (4+2+2+2)    |
| 07    | DDR 000Hans-Dieter Riechel 000Helmut Klöpsch 000Hans König                         | 5:16:18,7 1:42:18,1 1:44:37,3 1:49:23,3 | 20 (0+2+4+14) 06 (0+0+2+4) 06 (0+0+0+6) 08 (0+2+2+4)    |
| 08    | Frankreich 000Paul Romand 000Gilbert Mercier 000Louis Romand                       | 5:39:40,5 1:46:41,9 1:53:34,3 1:59:24,3 | 58 (10+10+16+22) 14 (4+0+2+8) 22 (4+6+6+6) 22 (2+4+8+8) |
| 09    | Großbritannien 000John Dent 000Andrew Main 000David Rees                           | 5:43:50,1 1:46:38,5 1:58:06,9 1:58:56,7 | 36 (4+12+10+10) 06 (2+2+0+2) 16 (0+4+4+8) 14 (2+6+6+0)  |
| 10    | USA 000James Shea 000Charlie Akers 000Otto Robsam                                  | 5:56:17,9 1:58:06,9 1:58:59,0 1:59:13,0 | 54 (16+18+10+10) 18 (4+8+0+6) 18 (8+4+4+2) 18 (4+6+6+2) |
| 11    | BR Deutschland 000Hans Hilpert 000Fritz Mair 000Jürgen Seifert                     | 6:06:55,9 2:00:59,6 2:03:10,9 2:04:45,4 | 78 (13+7+8+50) 24 (8+6+2+8) 26 (4+1+0+21) 28 (1+0+6+21) |

3. Februar 1963

## Offizieller Medaillenspiegel
ohne Berücksichtigung der inoffiziellen Medaillen aus dem Mannschaftswettbewerb
| Platz | Nation      | Gold | Silber | Bronze | Gesamt |
| ----- | ----------- | ---- | ------ | ------ | ------ |
| 1     | Sowjetunion | 1    | 0      | 0      | 1      |
| 2     | Finnland    | 0    | 1      | 1      | 2      |

| Platz | Sportler         | Gold | Silber | Bronze | Gesamt |
| ----- | ---------------- | ---- | ------ | ------ | ------ |
| 1     | Wladimir Melanin | 1    | 0      | 0      | 1      |
| 2     | Antti Tyrväinen  | 0    | 1      | 0      | 1      |
| 3     | Hannu Posti      | 0    | 0      | 1      | 1      |

## Inoffizieller Medaillenspiegel
mit Berücksichtigung der inoffiziellen Medaillen aus dem Mannschaftswettbewerb
| Platz | Nation      | Gold | Silber | Bronze | Gesamt |
| ----- | ----------- | ---- | ------ | ------ | ------ |
| 1     | Sowjetunion | 2    | 0      | 0      | 2      |
| 2     | Finnland    | 0    | 2      | 1      | 3      |
| 3     | Norwegen    | 0    | 0      | 1      | 1      |

| Platz | Sportler                 | Gold | Silber | Bronze | Gesamt |
| ----- | ------------------------ | ---- | ------ | ------ | ------ |
| 1     | Wladimir Melanin         | 2    | 0      | 0      | 2      |
| 2     | Nikolai Meschtscherjakow | 1    | 0      | 0      | 1      |
| 2     | Walentin Pschenizyn      | 1    | 0      | 0      | 1      |
| 4     | Antti Tyrväinen          | 0    | 2      | 0      | 2      |
| 5     | Hannu Posti              | 0    | 1      | 1      | 2      |
| 6     | Veikko Hakulinen         | 0    | 1      | 0      | 1      |
| 7     | Jon Istad                | 0    | 0      | 1      | 1      |
| 7     | Olav Jordet              | 0    | 0      | 1      | 1      |
| 7     | Egil Nygård              | 0    | 0      | 1      | 1      |